# NGC 1192
NGC 1192 é uma galáxia elíptica (E) localizada na direcção da constelação de Eridanus. Possui uma declinação de -15° 40' 44" e uma ascensão recta de 3 horas, 03 minutos e 34,6 segundos.
A galáxia NGC 1192 foi descoberta em 1886 por Frank Leavenworth.